# Thalassa (maan)

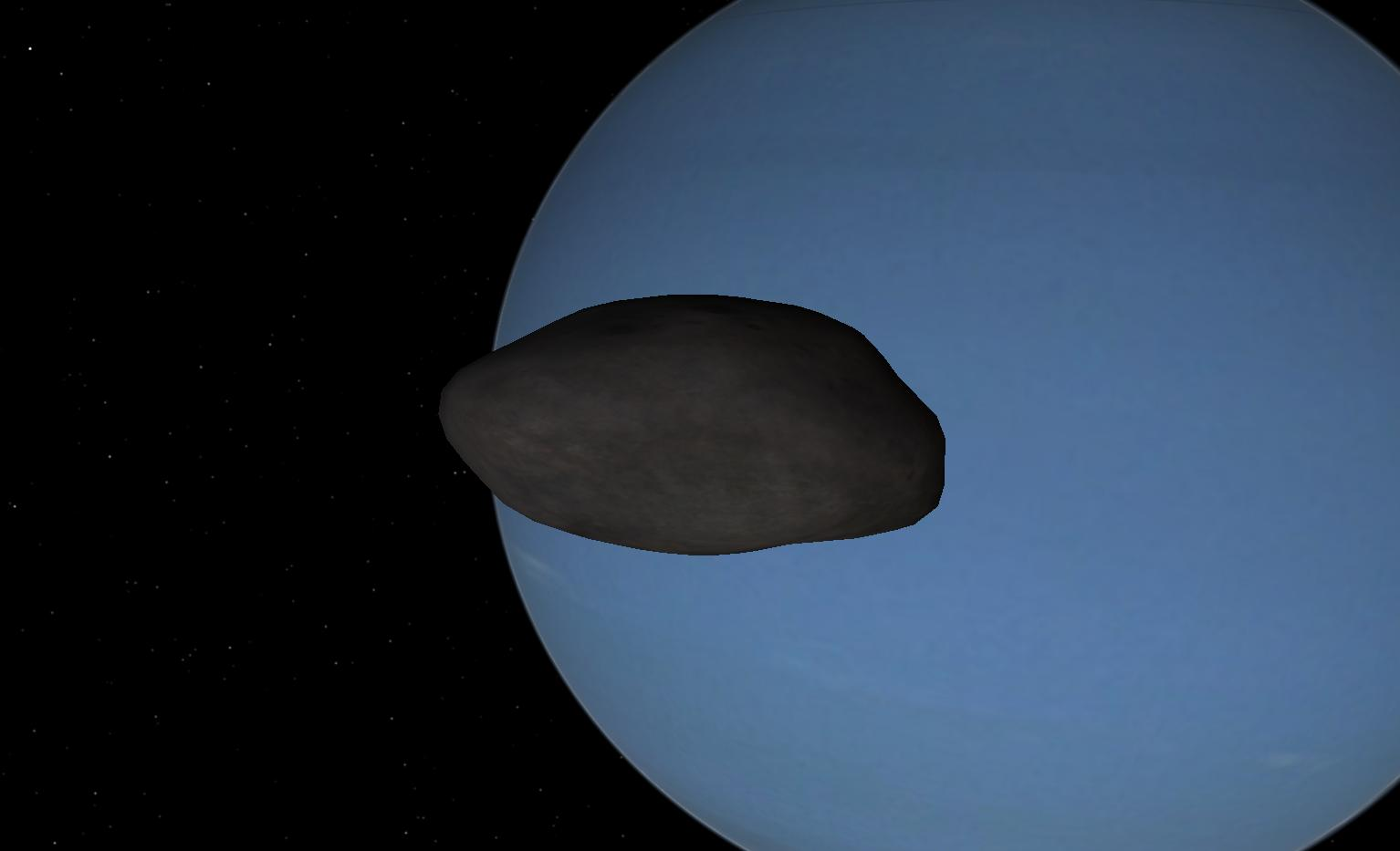
Artistieke impressie van Thalassa met Neptunus op de achtergrond

Thalassa is een maan van Neptunus. De maan is in 1989 ontdekt door Richard Terrile met behulp van foto's gemaakt door de ruimtesonde Voyager 2. De maan is genoemd naar Thalassa de oergodin van de zee uit de Griekse mythologie. Zij was de dochter van Aether en Hemera.
Triton · Naiad · Thalassa  · Despina · Nereïde · Galatea · Larissa · Proteus · Halimede · Sao · Hippocampus · Laomedeia · Psamathe · Neso